# 聖彼得堡音樂學院

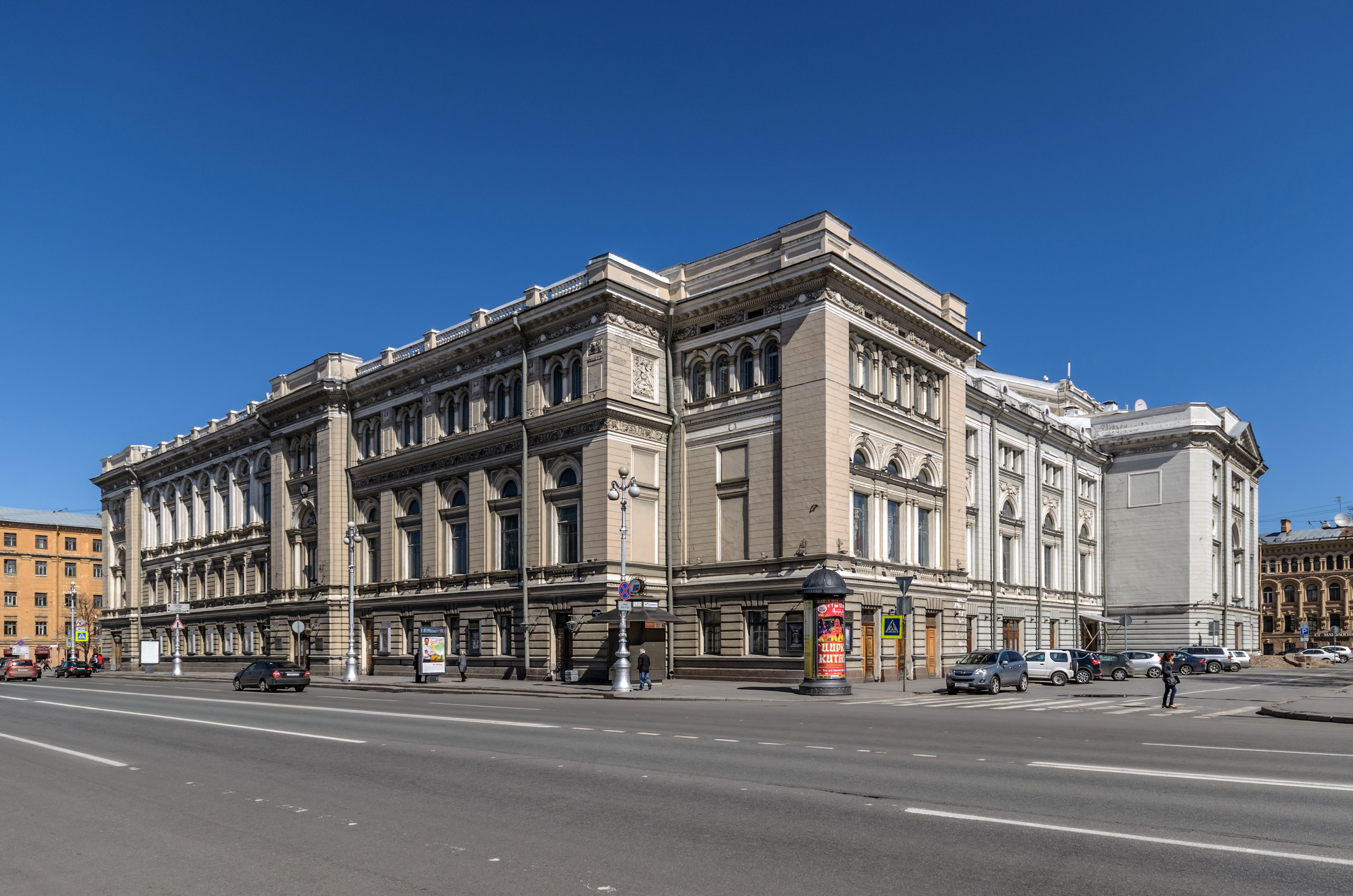
聖彼得堡音樂學院

聖彼得堡音樂學院（俄语：Санкт-Петербургская государственная консерватория имени Н. А. Римского-Корсакова），聖彼得堡著名的音樂學校，俄羅斯鋼琴家和作曲家安東·格里戈里耶維奇·魯賓斯坦與弟弟尼古萊於1862年一同創立聖彼得堡音樂學院，成為俄羅斯的第一間音樂學校。2004年，約有275名教職員和1,400名學生。